# Anthony W. England
Anthony W. England, född 15 maj 1942 i Indianapolis, är en amerikansk astronaut uttagen i astronautgrupp 6 den 4 augusti 1967.

## Rymdfärder
STS-51-F